# Stade Babemba-Traoré
 (septembre 2024).
Si vous disposez d'ouvrages ou d'articles de référence ou si vous connaissez des sites web de qualité traitant du thème abordé ici, merci de compléter l'article en donnant les références utiles à sa vérifiabilité et en les liant à la section « Notes et références ».
Le stade Babemba-Traoré est un stade de football situé dans la ville Sikasso au Mali. 

## Histoire
Il est inauguré en janvier 2002, pour l’organisation de la Coupe d'Afrique des nations de football 2002. Il a une capacité de 15 000 places. Il porte le nom de Babemba Traoré, roi du Kénédougou. Il comprend une arène gazonnée et éclairée et d’une piste en latérite de 5 couloirs.